# مونتومحات
مونتومحات ، (بالإنجليزية: Seankhenre Mentuhotepi)‏ خدم ملوك النوبة، طهرقا وتانوت آمون، من أسرة مصرية خامسة وعشرين، (672–525 ق.م). وحمل لقب عمدة طيبة، والكاهن الرابع لآمون. وكان أيضا مسئولا عن المهام الكهنوتية، بالإضافة إلى النشاطات الإنشائية في طيبة. كما أشرف على الأعمال الخاصة بالملك طهرقا وتانوت أمون بمدينة هابو والكرنك.

## فترة حكمة
بعد تدمير طيبة من قبل الآشوريين، حكم مونتومحات جنوب مصر حتى هرموبوليس أو الأشمونين، في مصر الوسطى. ثم وصل إلى أعلى سلطة في طيبة، في فترة حكم إبسماتيك الأول، من أسرة مصرية سادسة وعشرين.

## التمثال
يظهر تمثال منتو إم حات في وضع القرفصاء مع وجود بعض الاختلافات غير المعتادة. خلافا للتمثال شبه المستقل لأوزوريس الواقف على قاعدة بين ساقي منتو-إم-حات، فإنه يبدو عارياً. وهذا العري البادي يخالف الأسلوب الموروث بالنسبة لهذا النوع من التماثيل مما يجعله متفرداً.
وعلى يمين ويسار التمثال نحت شكلان للربتين إيزيس ونفتيس، يحيط بهما عمود من الكتابة على كل جانب. ويضع منتو-ام-حات شعراً مستعاراً مزدوجاً عريضاً وأملساً يغطي النصف العلوي من أذنيه. والرأس مائلة قليلاً لأعلى، في حين أن اللحية تنزل حتى الصدر.
والوجه المثالي للتمثال منحوت أفضل من المعتاد. والفم مستقيم بشفاة رفيعة، كما أن الأنف رفيعة ومعقوفة باعتدال. أما العينان فهي واسعة ولوزية ومائلة، يعلوها حواجب مستديرة. ويعد هذا التمثال مثالاً للروح الخلاقة لبعض الفنانين المصريين الذين -رغم التزامهم بالتقاليد القديمة- إلا أنهم كانوا قادرين على إبداع تقاليد مستحدثة. ارتفاعه 40 سم

## مقالات ذات صلة
- الأسرة السادسة والعشرون
- الأسرة الخامسة والعشرون